# Total and Spectral solar Irradiance Sensor

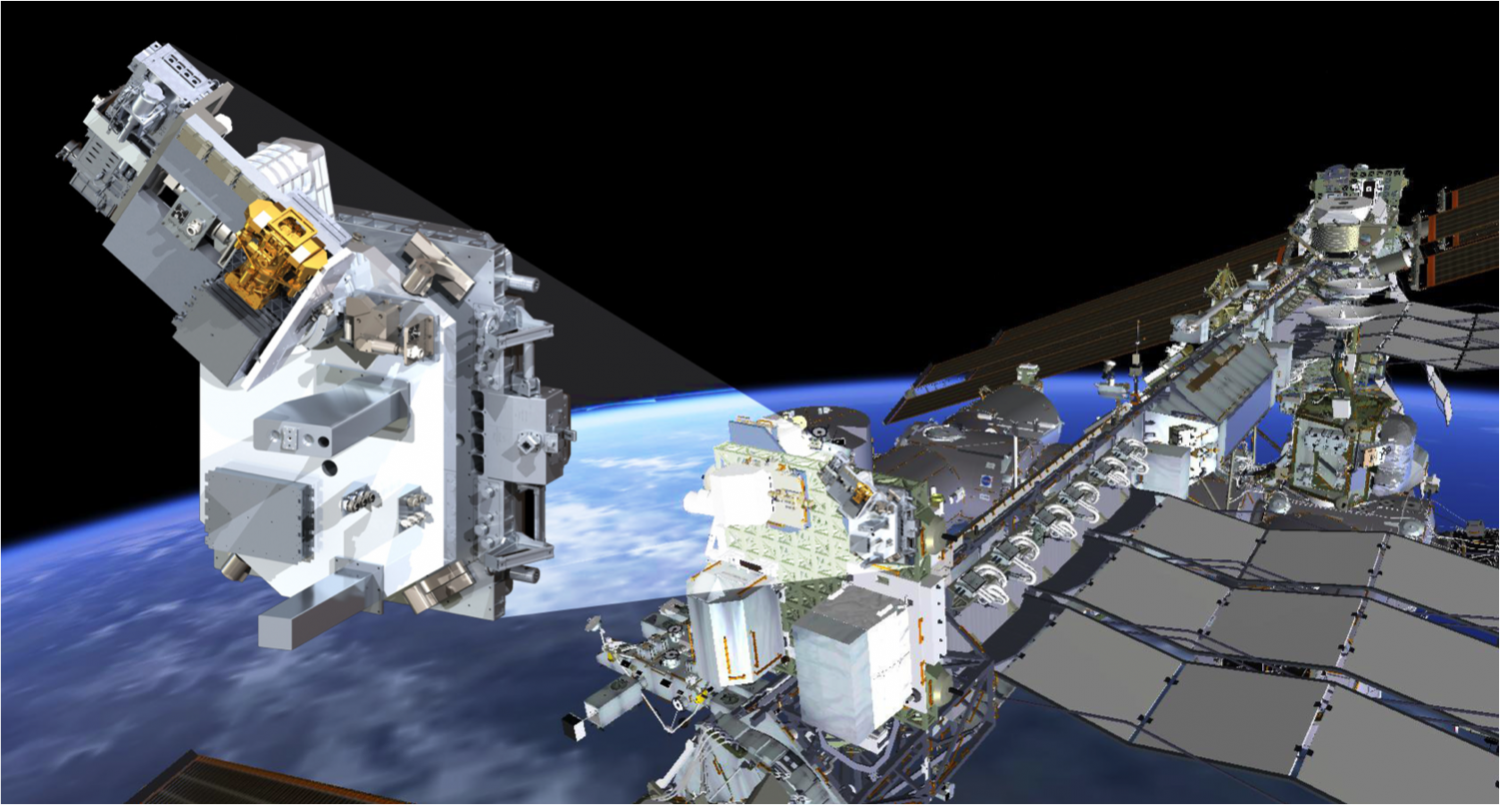
L'instrument TSIS installé sur la Station spatiale internationale (vue d'artiste).

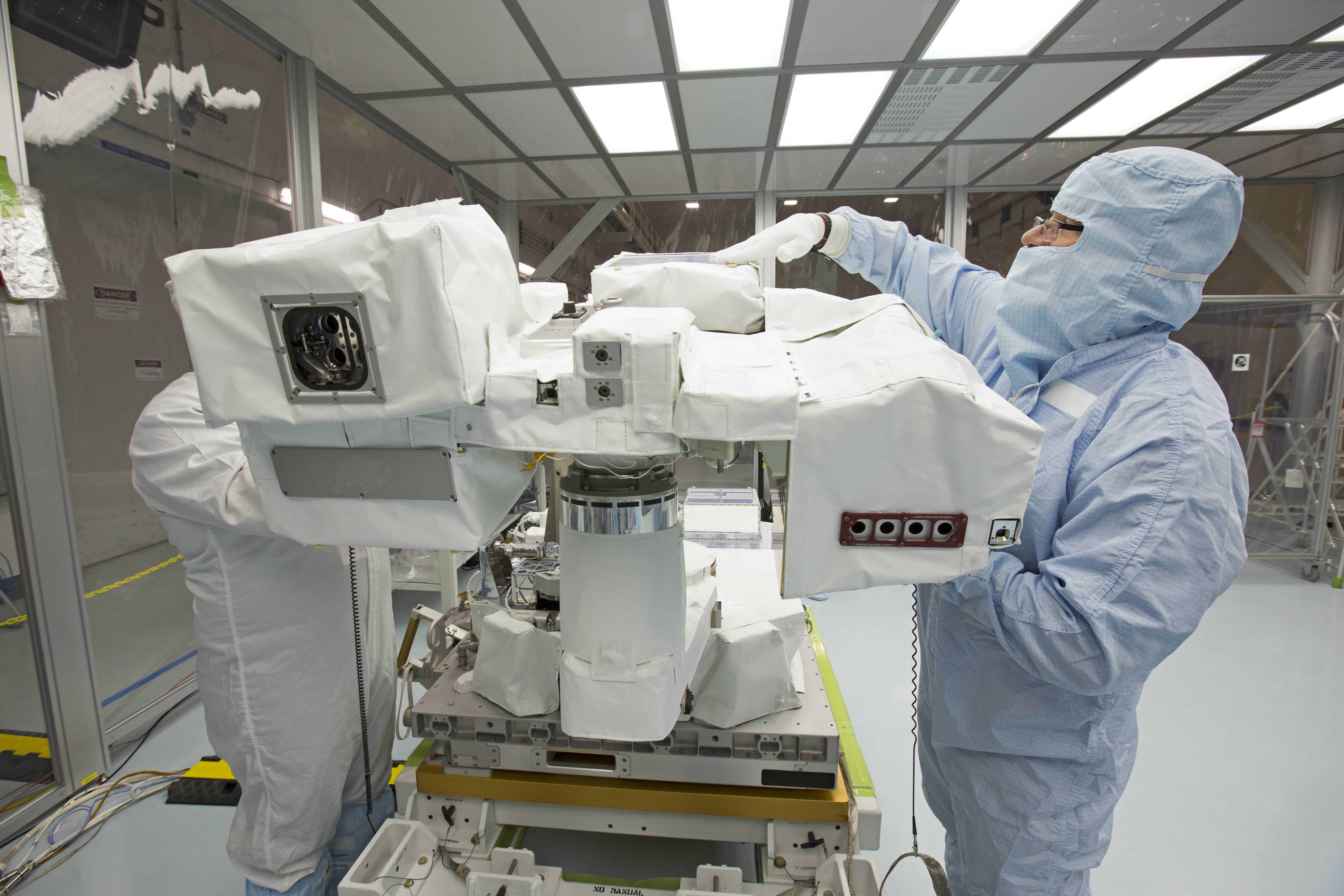
L'instrument TSIS est préparé avant son lancement en orbite.

Total and Spectral solar Irradiance Sensor (en français Capteur d'irradiance solaire totale et spectrale) ou TSIS-1  est un instrument de l'agence spatiale américaine (NASA), qui est installé à bord de la Station spatiale internationale depuis 2018. Son objectif est de quantifier l'irradiance solaire totale. TSIS assure la continuité des mesures effectuées par les instruments TIM et SIM installés à bord du satellite d'observation de la Terre SORCE placé en orbite en 2003. Les données recueillies jouent un rôle clé dans la compréhension des évolutions du climat terrestre.

## Historique
L'instrument TSIS est sélectionné en 1998 par la NASA pour prendre la suite d'un couple d'instruments similaires installés à bord du satellite d'observation de la Terre SORCE. TSIS est développé par le centre spatial Goddard de la NASA et le Laboratoire de physique atmosphérique et spatiale de l'Université du Colorado à Boulder. Il est prévu initialement de l'embarquer à bord du satellite d'observation de la Terre NPOESS. À la suite de l'annulation de ce projet l'agence spatiale américaine décide en 2010 de placer TSIS sur le satellite SIDAR du programme JPSS. Le développement de ce satellite ayant été à son tour annulé, la NASA décide en 2014 d'installer TSIS sur une des plateformes extérieures de la Station spatiale internationale. L'échec du lancement du satellite Glory dont la charge utile comprenait un instrument de mesure de l'irradiance et les problèmes de batterie rencontrés par SORCE qui a largement excédé la durée de vie prévue menacent d'interrompre la série continue de mesures de l'irradiance solaire débuté il y a 35 ans. Pour garantir la continuité des mesures entre SORCE et TSIS, l'instrument TCTE (Total Solar Irradiance Calibration Transfer Experiment)  est rapidement développé et installé à bord du satellite STPSat-3 qui est  placé en orbite en 2013. L'instrument est placé en orbite en décembre 2017,,. 

## Caractéristiques techniques
TSIS comprend deux instruments , TIM et SIM, similaires à ceux embarqués sur le satellite SORCE,  : 
- le radiomètre TIM (Total Irradiance Monitor) mesure l'irradiance totale du rayonnement du Soleil qui pénètre dans l'atmosphère terrestre. Sa précision absolue est de 0,03 % et sa stabilité sur une année de 0,03 %.
- le spectromètre SIM (Spectral Irradiance Monitor) couvre la portion du spectre comprise entre 200 et 2400 nanomètres (de l'ultraviolet à l'infrarouge) soit 96 % de l'irradiance totale. Sa précision absolue est de 0,25 % et sa stabilité sur une année de 0,05 %

## Déploiement et mise en œuvre
TSIS est lancé en orbite le 15 décembre 2017 par une fusée Falcon 9. Il est transporté comme charge utile externe par le  cargo spatial SpaceX Dragon. L'instrument est ensuite installé le 30 décembre 2017 sur la plateforme ExPRESS ELC-3 de la Station spatiale internationale.